# Španělská Sahara
Španělská Sahara (španělsky Sahara Español, arabsky صحراء الاسبانية [Sahra'a Al Esbania]) je obecný název pro španělský správní celek ležící na pobřeží Atlantského oceánu na území dnešního sporného území Západní Sahara. Vznikl v roce 1924 sloučením Španělskem ovládaných území Rio de Oro, Sakia al-Hamra a La Agüera. V letech 1946 až 1958 byl začleněn do Španělské západní Afriky. Zanikl v roce 1976 odchodem Španělů a rozdělením území mezi Maroko, Mauritánii a Saharskou arabskou demokratickou republiku.
Území se původně v letech 1884–1958 oficiálně nazývalo Possessiones Españolas del Sahara Occidental (česky Španělské državy na západní Sahaře) a poté v letech 1958–1976 bylo jeho oficiálním názvem Provincie Sahara (Provincia del Sahara). Pod obecným názvem „Španělská Sahara“ (Sahara Español) je známo od roku 1926.

## Historie

Španělská Sahara (tmavě červená), r. 1912

V roce 1924 Španělé formálně sjednotili svoji správu nad protektorátem Sakia al-Hamra, kolonií Rio de Oro a územím s nejasným postavením La Agüera v jediný správní celek Possessiones Españolas del Sahara Occidental s hlavním městem Villa Cisneros. V roce 1926 se název změnil na Sahara Español. Až do 30. let zůstala španělská přítomnost omezena na pobřeží. V té době vzrostl význam území díky vzmáhající se letecké dopravě, která byla omezena doletem letadel, a tak zde vzniklo několik letišť. Ve 40. letech byl zahájen intenzivní průzkum území, což vedlo k nalezení ložisek surovin, z nich nejvýznamnější byly fosfáty. V letech 1946 až 1958 bylo začleněno do Španělské západní Afriky. Maroko po osamostatnění v roce 1956 vyhlásilo svoje územní nároky na území, která na něm byla v minulosti závislá. Tyto nároky byly částečně uspokojeny po krátké válce v roce 1958, která měla za následek rozpad Španělské západní Afriky. Španělská Sahara, která byla obnovena téhož roku, se skládala ze dvou provincií Rio de Oro a Sakia al-Hamra a jejím hlavním městem se stal nedávno založený Al-´Ajún.
Svoje nároky na území Španělské Sahary vznesla v roce 1963 také Mauritánie. V 60. letech vznikaly ve Španělské Sahaře zárodky hnutí proti cizí nadvládě, které později vyústily ve vznik Lidové fronty na osvobození Sakia al-Hamra a Rio de Oro (Fronta Polisario). V roce 1969 se obě provincie Španělské Sahary staly španělskými zámořskými provinciemi a jejich zástupci zasedli v kortesech. V roce 1974 vyhlásilo Španělsko referendum o sebeurčení, ale Maroko se postavilo proti. Na jeho návrh proběhla u Mezinárodního soudního dvora arbitráž, která ve svém výroku přiznala obyvatelům Španělské Sahary právo na sebeurčení. Tři týdny nato zorganizoval marocký král Hasan II. zelený pochod, kdy na území Španělské Sahary vpochodovalo na 300 000 neozbrojených Maročanů. Následně bylo zahájeno vyjednávání mezi Španělskem, Marokem a Mauritánií, které vešlo ve známost jako Madridské dohody. Na jejich základě se 26. února 1976 Španělsko se ze svých zámořských provincií stáhlo.

## Pokračování historie
Po odchodu Španělska vyhlásila 28. 2. 1976 Fronta Polisario na území Západní Sahary samostatnou Saharskou arabskou demokratickou republiku. V březnu téhož roku uzavřelo Maroko a Mauritánie dohodu o rozdělení území Západní Sahary, severní část Saguía el Hamra dostalo Maroko a jižní Río de Oro připadlo Mauretánii. Obě země vyslaly na svá nová území vojska, spousta lidí odtud uprchla do Alžírska. Fronta Polisario za alžírské peníze začala podnikala útoky na okupační armády. Mauretánie po vojenských neúspěších i z finančních důvodů uzavřela s Frontou příměří, uznala ji jako legitimního vládce a stáhla se za hranice. Fronta Polisario postupně kontrolovala až 75 % území Západní Sahary.
Změna nastala, až když Maroko dostalo pomoc od USA a Francie, tehdy dobyla asi 80 % území. V roce 1982 se Západní Sahara stala oficiálně členem Organizace africké jednoty (OAJ) z které na protest Maroko vystoupilo. OSN i OAJ se snažily přimět Maroko i Frontu Polisario k jednání. Návrh na mírové řešení byl roku 1988 přijatý, v roce 1991 skončily vzájemné vojenské akce. Na rok 1992 bylo naplánováno referendum o sebeurčení obyvatel, vyvstal problém se seznamy voličů a referendum se nekonalo.
Na základě tzv. Houstonských dohod z roku 1997 se mělo referendum uskutečnit pod dohledem OSN v roce 1998, z podnětu Maroka se neuskutečnilo stejně jako další roku 2001. Nato OSN vypracovala první a pak druhý plán s postupným pětiletým přechodným obdobím a následným referendem v roce 2005. Maroku tyto plány nepřijalo a navrhlo v roce 2007 svůj vlastní plán autonomie, který pro změnu nepřijala zase Fronta Polisario. Od té doby se mezi oběma stranami konají pod patronaci OSN řídce další dialogy.

## Poštovní známky

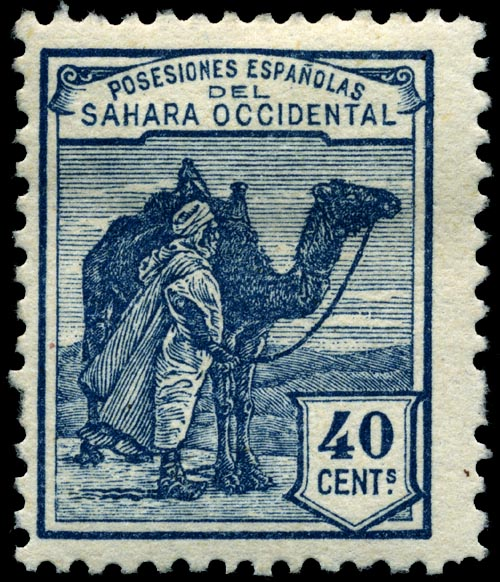
Známka z první série v roce 1924

Španělsko začalo vydávat pro Španělskou Saharu poštovní známky v roce 1924, byly to definitivní známky s názvem POSSESSIONES ESPAÑOLAS DEL SAHARA OCCIDENTAL. Od roku 1926 by název pozměněn na SAHARA ESPAÑOL a v roce 1960 se hlavní titul změnil na ESPAÑA s podtitulem SAHARA. Poslední emise vyšla v roce 1975.